# Key (ca sĩ)
Kim Ki-bum (tiếng Hàn: 김기범; Hanja: 金基范; Hán-Việt: Kim Cơ Phạm, sinh ngày 23 tháng 9 năm 1991), thường được biết đến với nghệ danh Key, là một nam ca sĩ, diễn viên, nhà thiết kế thời trang và người dẫn chương trình truyền hình người Hàn Quốc. Anh là thành viên của nhóm nhạc nam Shinee do SM Entertainment thành lập và quản lý.
Sinh ra và lớn lên tại Daegu, Key sau đó chuyển sang sinh sống tại Seoul sau khi vượt qua một đợt tuyển chọn của SM tại địa phương. Tháng 5 năm 2008, anh ra mắt với vai trò giọng ca chính của Shinee, một trong những nhóm nhạc có album bán chạy nhất tại Hàn Quốc. Key thường được biết đến với vai trò ca sĩ, nhưng anh còn tham gia vào lĩnh vực diễn xuất và thời trang.
Key đã hợp tác với nhiều nghệ sĩ khác nhau, trong đó anh còn ra mắt với nhóm nhỏ Toheart cùng thành viên Woohyun của Infinite. Anh ra mắt với vai trò nghệ sĩ solo vào tháng 11 năm 2018 với đĩa đơn đầu tiên "Forever Yours", và album đầu tay, Face, được phát hành chỉ một tháng sau đó. Ngoài ra, Key còn tham gia sáng tác cho các tác phẩm tiêu biểu của cả Shinee và Toheart. Về sự nghiệp diễn xuất, anh còn tham gia vào các vở nhạc kịch như Bonnie & Clyde (2013), Zorro (2014) và Chess (2015). Tên tuổi của anh trong làng điện ảnh được chú ý nhiều hơn sau các vai diễn trong phim Uống rượu một mình và The Guardians.

## Cuộc đời và sự nghiệp

### 1991–2011: Thời thơ ấu và buổi đầu sự nghiệp
Key sinh ngày 23 tháng 9 năm 1991 tại Daegu, là con một trong gia đình. Thưở nhỏ, Key đã từng là vận động viên bơi lội tại trường trung học Yeong Shin, và từng là tuyển thủ của đội tuyển lướt ván quốc gia Hàn Quốc. Năm 2006, Key gia nhập SM Entertainment sau khi vượt qua vòng tuyển chọn thực tập sinh của công ty tại địa phương. Anh từng xuất hiện với vai trò vũ công cho một số MV của Super Junior.
Năm 2008, Key được chọn là một thành viên của Shinee, đảm nhận vai trò giọng ca chính và dẫn dắt vũ đạo cho nhóm. Nhóm cho ra mắt ca khúc đầu tiên "Replay" và xếp hạng 8 trong các bảng xếp hạng âm nhạc lúc bấy giờ. Lần xuất hiện trên truyền hình đầu tiên của Shinee là vào ngày 25 tháng 5 năm 2008, trong chương trình âm nhạc hằng tuần Inkigayo.
Tên gọi Key (chìa khóa vạn năng) được xuất phát từ việc anh có thể hoàn thành tốt các vị trí hát, nhảy, rap trong nhóm.

### 2012–2015:Toheartvà sự nghiệp diễn xuất
Năm 2012, Key cùng với Kyuhyun (Super Junior), Sunny (Girl's Generation) và một số nghệ sĩ khác tham gia vào phiên bản Hàn Quốc của vở nhạc kịch Catch Me If You Can, đánh dấu khởi đầu sự nghiệp diễn xuất của anh.

### Các hoạt động khác
Key tham gia buổi hòa nhạc cùng với Xiah Junsu trong một buổi biểu diễn của TVXQ vào năm 2009, tiếp đến là Healing trong The 3 Asia Tour Mirotic, tại Seoul vào năm 2010, cũng hợp tác với Jessica trong Barbie Girl và Choi Sooyoung qua Juliette.
Key cũng đã xuất hiện trên truyền hình cho thấy như Idol Maknae như là một ngôi sao khách mời cùng với Taemin, Onew trong hai tập phim.
Key cùng với EXO thể hiện ca khúc "Two Moon". 28/01/2012, Key cũng là khách mời trong sitcom của đài truyền hình SBS với "Salamander Guru và The Shadows"
Năm 2012, anh tham gia vở nhạc kịch Catch me if you can cùng với Kyu Hyun (Super Junior), Dong Woon (BEAST),...
Đầu 2013, anh tham gia nhạc kịch Bonnie and Clyde cùng với Kim Min Jong và Dana (cùng công ty SM) bên cạnh Park Hyung Sik (ZE:A)
Cuối năm 2013, Key tiếp tục tham gia vở nhạc kịch "Ba chàng lính ngự lâm" cùng với Sung Min (Super Junior), Jun.K (2PM),...
Đầu năm 2014, Key chính thức tham gia show truyền hình thực tế We Got Married phiên bản Quốc tế
Ngày 10 tháng 3 năm 2014, trên trang Youtube của SMTown có đăng tải Music Video của Unit "TOHEART" với tên gọi Delicious. Đây là nhóm nhỏ gồm 2 thành viên là SHINee Key cùng với INFINITE Woo Hyun.
Ngày 12 tháng 8 năm 2015 Key cùng hợp tác với AXODUS cho ra mắt bài hát " HOLD ON " với dòng nhạc EDM.

## Đời tư
Key còn được biết đến về năng khiếu ngoại ngữ của mình, kể từ khi du học ở Mỹ trong vòng 6 tháng, như các thành viên khác trong nhóm, Key là người giao tiếp tiếng Anh rất giỏi, cũng thông thạo tiếng Nhật. Bên cạnh đó, anh còn có thể nói tiếng Trung và tiếng Thái.
Key rất thích nấu ăn. Anh ấy đã học và thi chứng chỉ nấu đồ châu Âu chuyên nghiệp  (I live alone tập 489)

## Đĩa nhạc
- 2011 : Cùng với Leeteuk qua "History of Salaried Man Original Soundtrack Phần 2"
- 2014: 1st mini album của Toheart (cùng với Infinite Woo Hyun)
- 2018: đĩa đơn "Forever Yours" và full album solo đầu tiên "Face" ("One of that night" là ca khúc chủ đề)
- 2019: The 1st album repackage "I wanna be"
- 2021: The 1st mini album solo "Bad love" ( ca khúc chủ đề "Bad love")
- 2022: full album solo thứ hai "Gasonline" (ca khúc chủ đề "Gasonline")
- 2023: the 2nd album repackage "Killer" (ca khúc chủ đề "Killer")

## Phim ảnh tham gia
- 2011: Moon Night 90 cùng với Lee Hyun Do trên kênh Mnet.
- 2012: Salamander Guru và The Shadows trên kênh SBS.
- 2016: Drinking Solo trên kênh tvN
- 2017: The Guardians trên kênh MBC

## Chương trình truyền hình
- 2009: Raising Idol
- 2010: Hello Baby thủ vai các ông bố khờ cùng với nhóm SHINee.
- 2010: Love Pursuer tập 6
- 2014: We got married: Global Version (với Yagi Arisa)
- 2015: Please take care of my refrigerator (JTBC) và My Little TV (MBC)
- 2015: Key's know how
- 2016: Weekly Idol (cùng SHINee)
- 2016: Knowing Brothers ep 50 (cùng SHINee)
- 2016: Yang&Nam show ep 3 (cùng SHINee)
- 2017: Master Key ep 4, 5, 7 (cùng Taemin), 8 (cùng Minho), 9 (cùng Minho), 10
- 2021: Sixth Sense mùa 2 (khách mời tập 13)
- 2018 - now: Amazing Saturday (Nolto) (thành viên cố định)
- 2021 - now: I live alone (tập 388, 398, 405, 449, 464, 481, 489)

## Nhạc kịch
- 2012: Catch me if you can
- 2013: Bonnie and Clyde
- 2014: Ba chàng lính ngự lâm
- 2014: Zorro
- 2015: Chess

## MV mới xuất hiện
- 2007: Attack on the Pin-Up Boys cùng với Super Junior.